# Megadenus
Genre
Megadenus est un genre de mollusques gastéropodes au sein de la famille Eulimidae. Les espèces rangées dans ce genre sont marines et parasitent des échinodermes ; l'espèce type est Megadenus holothuricola.

## Distribution
Certaines espèces sont distribuées dans l'océan Atlantique,.

## Liste d'espèces
Selon World Register of Marine Species (30 août 2017) :
- Megadenus atrae Takano, Warén & Kano, 2017
- Megadenus cantharelloides Humphreys & Lützen, 1972
- Megadenus holothuricola Rosen, 1910
- Megadenus oneirophantae Bouchet & Lützen, 1980
- Megadenus voeltzkovi Schepman & Nierstrasz, 1914